# Hack4Europe
Hack4Europe – międzynarodowy konkurs programistyczny zorganizowany przez Fundację Europeana. Odbył się w formie równoległych „Hackatonów” w czterech miastach Europy (Poznań, Barcelona, Londyn i Sztokholm) między 6 a 10 czerwca 2011. Jego celem było stworzenie programów wspomagających propagowanie i rozwój kultury europejskiej.

## Historia
Fundacja Europeana, którą powołała do życia Komisja Europejska, zajmuje się gromadzeniem dorobku kulturowego krajów Unii Europejskiej. W swojej bazie posiada ponad 19 milionów rekordów. Szukając zastosowań dla tak dużego zbioru danych, Fundacja postanowiła zorganizować konkurs na oprogramowanie, które będzie w stanie przyczynić się do propagowania i rozwoju kultury europejskiej.

## Forma konkursu
Rozpisano zawody, na które miały składać się cztery równolegle trwające „Hackatrony” – w Poznaniu, Barcelonie, Londynie i Sztokholmie. Każdy „Hackatron” składał się z trzech sesji, po 5 godzin każda. W czasie sesji programiści zajmowali się kodowaniem oraz prezentowaniem swoich prac.
Uczestnicy otrzymali na czas zawodów klucze dostępu do API Fundacji Europeana i tym samym mieli możliwość korzystania z jej bazy danych.

## Zwycięzcy
Aplikacje konkursowe w każdym z miast były oceniane w 4 kategoriach. Prezentacje zwycięzców z każdego z miast przesłano do Brukseli i tam wyłoniono ostatecznych laureatów.
| Kategoria                                 | Nazwa aplikacji | Miasto    | Autorzy                            | Główna funkcjonalność                                                                                               |
| ----------------------------------------- | --------------- | --------- | ---------------------------------- | --- |
| Projekt o największej wartości biznesowej | Art4Europe      | Poznań    | SaveUp Team                        | Rozpoznaje obiekty muzealne na podstawie zdjęć wykonanych aparatem telefonu oraz wyświetla informacje na ich temat. |
| Oddziaływanie społeczne                   | Casual Curator  | Londyn    | The Curators                       | Ułatwia wykorzystanie cyfrowych wizerunków obiektów dziedzictwa kulturowego w edukacji.                             |
| Innowacja                                 | Time Mash       | Sztokholm | Team Duvebol                       | Umożliwia porównanie obecnego stanu zabytków z ich cyfrowymi wizerunkami w bazie danych Europeany.                  |
| Nagroda publiczności                      | Timebook        | Barcelona | Luca Chiarandini i Eduardo Graells | Aplikacja pokazująca znane postaci historyczne w formie specyficznej dla zakładki „informacje” na portalu Facebook. |

Nagroda publiczności jest to wyróżnienie przyznawane przez wszystkich uczestników spotkań Hack4Europe.
16 czerwca nagrody wręczyła zwycięzcom komisarz ds. agendy cyfrowej Neelie Kroes.